# 熈代勝覧
『熈代勝覧』（きだいしょうらん）は、文化2年（1805年）の江戸日本橋を描いた絵巻。作者は不明。縦43.7 cm、横1,232.2 cmの長大な絵巻で、日本橋通に連なる問屋街とそれを行き交う人物が克明に描かれる。
1999年にドイツで発見され、化政期の江戸の文化を知る上で貴重な史料として注目された。
実物全体の閲覧は当項目末尾の節#熈代勝覧全図の節の画像をクリックしスクロールすることで可能。

## 概要

### 描かれた地域
日本橋川に架かる日本橋から竜閑川に架かる神田今川橋までの南北約7町、764 mを東から俯瞰する。現在の中央通りに当たるこの通りは当時通町と呼ばれた。当時は問屋が隈なく立ち並ぶ江戸一の商店街であった。
描かれている町は絵の右、即ち北から日本橋本銀町二丁目（通白銀町）、日本橋本石町二丁目（通石町）、本石町十軒店（十軒店）、日本橋本町二丁目（通本町）、日本橋室町三丁目、同二丁目、同一丁目である。（）は画中の表記であるが、日本橋通沿いは「通」の冠称を付けて俗称されていた。昭和初期の町名整理を経て、現在では全体が日本橋室町一 - 四丁目に含まれる。

### 店舖
絵には88軒の問屋が登場するが、暖簾は屋号が判別できるほど精緻に描かれており、当時通り西側に出店していた店舖の一覧を知ることができる。文政7年（1824年）2月の『江戸買物獨案内』にはこのうち4分の1の店舖が掲載されているが、住所が食い違う所も多く、入れ替わりの激しさを偲ばせる。
町屋は庇の有無、土蔵と白漆喰の違いなど外見上の特徴が細かく描き分けられているが、類似作である『江戸風俗図巻』のように店内部を透視するように描くことはせず、あくまで写実に徹している。町屋の間から裏店（）に至る路地がはっきりと描かれているのも特徴である。
有名店舖も多数登場する。現在も三越として残る呉服店越後屋は道から少し入った駿河町に本店を構えるが、当地の定番として欠かせなかったためか全体が余す所なく描かれており、通り沿いにも系列店や蔵を多数構えている。現在も室町で打刃物問屋として営業を続ける木屋は室町二丁目に4店舖並んで見えるが、その内木屋幸七は工事中で、「普請之内 蔵ニ而商売仕候」の札を掲げている。大手書肆（）須原屋も善五郎と市兵衛の2店舗が見える。
正規の店舖のほか、木戸番が非正規に営む商番屋が描かれている点も注目される。

### 描かれた人々
絵には総計1671人が描かれるが、このうち女性は200人と性比がかなり偏っている。
日本橋に近いほど人が多く、実際の混雑の分布が反映されているとみられる。買い物客の外、振売、辻占、読売など路上の商人、六十六部や勧進僧などの僧侶、寺子屋に通う親子など様々な人種が活き活きと描かれている。
人以外にも、野犬20匹、馬13頭、牛車4輌、猿飼の猿1匹、鷹匠の鷹2羽が描かれている。

### 年代
室町二丁目付近の勧進集団の一人が「文化二／回向院」と書かれた勧進箱を舁いでいることから、絵は文化2年（1805年）の設定であることがわかる。描かれた日本橋界隈は翌年3月4日の文化の大火で全焼しているが、店舖の配置は大火前のものであることから、実際に参考にした風景も文化2年頃のものと考えられる。
季節については、例年2月末から3月初めに出店される十軒店の雛市が見られるので初春と考えられるが、日本橋魚河岸の鰹や日本橋川に遊ぶ子供に注目し、特定の季節が意識されているわけではないとする見方もある。
製作年代については、題字を書いた佐野東洲が文化11年（1814年）3月10日に没していることから、少なくともこれは下らない。

### 作者
題字には署名がないが、「左潤之印」の白文方印及び「東洲」の朱文方印があり、書家佐野東洲の手によることがわかる。奇しくも日枝神社に同じく文化2年佐野東洲によって揮毫された「山王大権現」の扁額が残されているが、こちらには「東洲左潤拜書」の署名がある。
絵師を示すものは何もなく、現在のところ不明である。佐野東洲は文化初年に一時期山東京山を婿養子にとっていることから、その兄であり、北尾政演の名で絵師としても活躍した山東京伝ではないかと見る説が一般的である。また浅野秀剛は作風や活動時期から消去法的に勝川春英を導き出しているが、いずれも推測の域を出ない。
題字には「熈代勝覧　天」とあることから、もとは「天」「地」の二部作、或いは「天」「地」「人」の三部作であった可能性が高いが、これらの消息は不明である。他の巻は同じ通りを反対の西から俯瞰したものか、日本橋より南側の同じ通り又は交差する本町の通り、若しくは隅田川や吉原遊廓など江戸の他の名所を描いた可能性もあるが、いずれにしても現存すれば貴重な史料となることは間違いなく、発見が熱望されている。

### 制作目的
題字に署名がなく、絵師に至っては手がかりすら残されていない所をみると、武家や豪商など貴人の注文によって制作された絵とするのが妥当である。画題の「熈代勝覧」は「熈（かがや）ける御代の勝（すぐ）れたる景観」の意であり、また関防印には「英傑之餘事文章之急務」とあることから、当時の江戸の繁栄を後世に残す目的で制作されたと考えられる。
絵には後から金箔で地名が付されているが、室町一丁目で東に入る高砂新道を「浮世小路」、同三丁目で東に入る浮世小路を「胡坐店」と取り違え、（本）小田原町を「小田町」とするなど、誤りが多い。もし金箔を付したのが注文主であるとすれば、この界隈に詳しくない人物であるとみられる。

## 発見とその後
1995年、ベルリン自由大学生物学教授であり中国美術収集家のハンス・ヨアヒム・キュステルと妻インゲが親戚宅の屋根裏で発見し、自身が会員として所属するベルリン東洋美術館に他の収集品と共に寄託した。これ以前の経緯は全く不明である。
以降中国美術として保管されていたが、1999年キュステルが死去し、遺品整理が行われた際、丁度日本ギャラリー新装のため雇われていた日本美術の学芸員カアン・トリンが日本の作品と確認した。
ビルバルト・ファイト館長がケルン大学日本学教授フランジスカ・エームケを介し、講演でケルンにいた学習院大学教授小林忠に話を持ちかけた。小林忠はチューリッヒリートベルク美術館・ベルリン自由大学での講演を済ませた後、同美術館に立ち寄り、調査を行った。
絵は日本ギャラリー新装の目玉として同美術館で初公開された後、2003年1月5日から2月23日まで江戸東京博物館の「江戸開府400年博物館10周年記念 - 大江戸八百八町展」、2006年1月7日から2月12日まで三井記念美術館の「開館記念特別展II - 日本橋絵巻展」に展示され、二度の里帰りを果たした。
その後、名橋「日本橋」保存会及び日本橋地域ルネッサンス100年計画委員会によって江戸東京博物館監修の下、1.4倍の複製が制作された。複製は詳細な解説とともに東京メトロ三越前駅地下コンコースに設置され、2009年11月30日除幕された。
熈代勝覧の現物は現在も旧ベルリン東洋美術館、現ベルリン国立アジア美術館が所蔵している。

### CMでの利用
ちなみに、ACジャパン2015年度の日本脳卒中協会支援キャンペーン「写楽」のテレビCMで風景の右端の部分が利用された。Youtubeの動画で確認可能